# Elaphria algama
Elaphria algama är en fjärilsart som beskrevs av William Schaus 1904. Elaphria algama ingår i släktet Elaphria och familjen nattflyn. Inga underarter finns listade i Catalogue of Life.